# Hermann Aldinger (Geologe)
Hermann Aldinger (* 1. Februar 1902 in Fellbach; † 20. Dezember 1993) war ein deutscher Geologe und Paläontologe. Er war Professor für Geologie an der Universität Stuttgart.

## Leben
Aldinger wurde 1928 in Tübingen promoviert (Beiträge zur Stratigraphie und Bildungsgeschichte des Trochitenkalks im nördlichen Württemberg und Baden), war dort wissenschaftlicher Mitarbeiter und war 1933 bis 1935 am Naturhistorischen Reichsmuseum in Stockholm und 1933 Teilnehmer der dänischen Grönlandexpedition von Lauge Koch. Ab 1936 war er bei der Württembergischen Geologischen Landesaufnahme und 1951 wurde er Nachfolger von Manfred Bräuhäuser auf dem Lehrstuhl für Geologie und Paläontologie in Stuttgart.
Er befasste sich mit regionaler Geologie (Landeskartierung Württemberg, Schwäbische Jura) und als Paläontologe unter anderem in Stockholm mit fossilen Fischen aus dem Perm von Grönland.
Er ist auch als Verfasser zahlreicher Anglerbücher bekannt.
1984 wurde er Ehrenmitglied der Gesellschaft für Naturkunde in Württemberg und 1992 Ehrenmitglied des Oberrheinischen Geologischen Vereins.

## Schriften
- Mächtigkeit und Fazies des Weißen Jura gamma - zeta in der Gegend von Urach (Schwäbische Alb). Jber. Mitt. oberrh. geol. Ver., N.F. 27, 1938
- Zur Stratigraphie des Weißjura delta in Württemberg.- Jber. Mitt. oberrh. geol. Ver., N.F. 31, 1945, 111–152
- Die Schwammfazies im Weißen Jura Schwabens. Jber. Mitt. oberrh. geol. Ver., N.F. 43, 1961
- Zur Petrographie des Kieselsandsteins. Arb. geol. paläont. Inst. TH. Stuttgart, N.F. 48, 1965